# Wesendorf
Wesendorf – miejscowość i gmina w Niemczech, w kraju związkowym Dolna Saksonia, w powiecie Gifhorn, siedziba gminy zbiorowej Wesendorf.